# マーシャル諸島の交通
マーシャル諸島の交通（マーシャルしょとうのこうつう）ではオセアニアの島国・マーシャル諸島の交通事情について記述する。

## 陸路
鉄道はなく、道路の総延長は不明である。路面状況は首都・マジュロやクェゼリンでアスファルトによる舗装がなされているほか、石材、サンゴによる舗装、ラトソルの未舗装路が見られる。

## 海路
主要な港湾はマジュロ港で、1,000英トン以上の商船は342隻登録されている。船舶の無積載総重量は4,471,690英トン（23,802,896t）に上る。船種別では、石油タンカーが106、ばら積み貨物船が86、コンテナ船が69、貨物船が18、化学タンカーが31、LNGタンカーが8、石油・鉱石兼用船が7、客船が6、兼用船が4、多機能大型貨物船、ロールオン・ロールオフ船（ローロー船）、短距離用客船、自動車輸送船がそれぞれ1となっている（2002年推計）。これらの船は便宜置籍船であり、実際の保有国は以下の通りである（2002年推計）。
| 国             | 保有船数 |
| -------------- | -------- |
| アメリカ合衆国 | 87       |
| ドイツ         | 70       |
| ギリシャ       | 54       |
| デンマーク     | 9        |
| オランダ       | 8        |
| モナコ         | 8        |
| 日本           | 4        |
| イギリス       | 3        |
| 香港           | 2        |
| キプロス       | 1        |
| 中国           | 1        |
| ウルグアイ     | 1        |

マーシャル諸島の国内船舶は2003年時点で69フィートから150フィートまで大小合わせて17隻、政府所有はわずか4隻であり、国内に乾ドックは無く遠く日本に依存しているため稼働率も悪い。
しかも1000km四方以上の範囲に29もの環礁が散らばっていてマーシャル諸島の国内輸送は滞りがちであり、度々ODAによる支援を受けている。ミクロネシア連邦においても同様。

## 空路
空港は2009年現在35港ある（list of airports in the Marshall Islandsを参照）そのうち滑走路が舗装されているのは5港で、1,524〜2,437m級の滑走路を持つものは4港（エニウェトク（Eniwetok）、クェゼリン（Kwajalein）、マジュロ国際、ロンゲラップ（Rongelap））、914〜1,523m級は1港である。未舗装空港30港のうち、914〜1,523m級は29港、914m未満は1港である。